# 봉일천 전투
봉일천 전투는 한국 전쟁 발발 초기 개성, 문산 전투의 일원으로 청단(靑丹), 연백(延白), 개성, 고랑포(高浪浦) 일대에서 패한 국군 제1사단이 봉일천에서 북한군 제1 및 제6사단과 맞서 싸운 방어전투이다.
그러나 제12연대는 초전에 분산되어 영정포에서 한강 하구를 도하하여 김포반도(金浦半島)와 문산리로 철수하였으며 38도 분계선의 대원리(大院里)-원당동(元堂洞)간을 방어하던 제13연대 3대대 또한 임진강 남쪽으로 분산 철수하였다.

## 전투 과정

### 봉일천 방어선의 배치상황
북한군의 강한 압력에 의해 6월 26일 오후에 임진강 방어선에서 제3방어선인 봉일천 부근의 최후 저지진지로 철수하게 된 국군은 연대별로 지연전을 펼치면서 위전리 일대에 배치된 제15연대의 엄호하에 방어진지를 급편하게 되었다.
철수간에 제6야전포병대대 2중대는 북한군 정찰대의 습격을 받아 105mm포 4문을 유기했으므로 제1사단의 지원화력은 크게 약화되었다.
| 국군 제1사단의 봉일천 방어선 배치 |
| 좌전방, 제15연대 : 229고지 ~ 도내리(都內里)간 4 km, 1번도로 좌우측 고지를 점령, 적의 주접근로를 방어 우전방, 제13연대 : 도내리 ~ 신산리(新山里)간 4 km 사단예비, 제11연대 : 최후저지선에서 사단예비로 전환, 제15연대 방어지대 남쪽에 2개 대대를 배치하여 1번 도로의 방어를 강화 제12연대 : 금천(金村)에서 재편성중, 집결병력 1개 대대규모 |

제1사단이 방어진지를 편성한 위전리의 문산천 일대는 개천과 1 ~ 1.8 km 넓이의 전답지대가 서쪽에서 동쪽으로 이어지고 그 남쪽에 구릉지대가 북으로 향하여 횡격설을 이루고 있으므로 방어에 유리한 반면, 도로가 발달되어 있어 북한군의 기갑부대 운용에도 유리한 지형조건을 갖추고 있다.
제1사단장 백선엽 대령은 이러한 지형적 특징을 감안하여 수세일변도의 방어작전으로써는 최후저지선을 지탱하기 어렵다고 판단하였고 이에 사단은 공세적인 반격계획을 세우고 이를 실행할 수 있는 기회 조성에 주력하게 되었다. 그러면서도 제1사단장은 육군 본부와의 통신두절로 인접 부대상황이나 전반적인 전황을 전혀 모르고 있었다.
한편 문산리~법원리(法院里)일대까지 남하한 북한군 2개사단은 보·전·포협동작전을 전개할 준비를 갖추고 공격을 위한 전투정찰을 실시하고 있었다.

### 위전리 일대의 대전차전
6월 27일 10:00시를 전후하여 전차를 앞세운 북한군 제6사단의 주공부대가 공격을 개시하였고 위전리 일대의 1번도로상에 종심깊은 대전차방어지대를 형성한 국군 제15연대 3대대장 최병순(崔炳淳) 소령은 57mm 대전차포와 2.36인치 M9A1 바주카가 전차 앞에서 무력함을 확인하자 곧 육탄공격을 결심하게 되었다.
그는 제22중대장에게 선두 전차를 공격하라고 명령하고 자신이 직접 수류탄 특공대를 이끌고 전차에 접근하였다. 제15연대 정면에 출현한 북한군 전차는 모두 6대였는데 전차장들은 국군 대전차무기를 무력화시킨데 자만하여 모두 상반신을 밖으로 내놓고 있었다,
수류탄을 움켜쥔 국군 특공대가 일제히 돌진하였으나 전차에서 불을 뿜는 기총사격에 많은 희생자가 발생하였고 제11중대장 이선도(李善道) 대위도 전차에 뛰어오르다가 전사하였다.
이러한 소용돌이 속에서 제11중대 2소대장 박종순(朴鐘淳) 소위가 선두 전차 안에 수류탄을 던져넣었으며, 대대장도 후미 전차에 뛰어올라 전차 내부에 수류탄을 집어넣었다.
이렇게 되자 북한군 전차 6대는 기동할 수 없게 되었고, 전차에서 탈출한 전차승무원은 대부분 사살되었다. 갑자기 전차 6대를 잃은 북한군은 일단 공격을 중단하고 문산리로 철수하였다.
이로써 15연대는 북한군 제6사단의 공격기세를 여지없이 꺾어놓았는데 그런데 그보다도 전차를 무력화시킴으로써 장병들의 마음속에 움트기 시작하던 전차공포증을 해소하고 자신감을 불러일으킨 것이 더욱 큰 성과였고 값진 소득이었다.

### 국군의 반격작전
국군 장병들이 전차부대를 격멸하고 가슴벅찬 흥분에 들떠 있을 무렵 봉일천 일대에서는 소나기가 쏟아지기 시작하였다. 이날 밤 북한군 2개 사단은 불순한 날씨를 이용하여 야간공격을 전개하였다.
이런 가운데 육군본부서 파견한 김홍일(金弘壹) 소장이 이끄는 작전지도반이 제1사단 전술지휘소를 방문하여 미아리 방어선의 전황을 알려준 다음 우발사태에 대비하여 한강도하 철수를 준비하도록 권고하였다. 그러나 사단장은 총참모장의 명령이 있어야만 철수할 수 있으니 이에 대한 조속한 조치를 건의하였다. 작전지도반장은 재량권이 없었으므로 사단장의 건의를 총참모장에게 전달할 것을 약속하고 사단 전술지휘소를 떠났다.
다음날 6월 28일 아침 L-5연락기가 사단전술지휘소에 통신통을 떨어뜨렸다. 그 속에는 “현 방어선을 고수하라.”는 육군본부의 명령이 담겨 있을 뿐 한강 이남으로 철수하라는 언급은 전혀 없었다.
사단장은 이미 수립해놓은 반격명령을 하달하고 08:20에 공격을 개시하였다. 이에 따라 제11연대는 큰 교전없이 위전리~도내리선상 중간목표를 점령하고 최후저지선의 좌측일부를 회복하였다.
반면 우일선의 제13연대는 대치한 적 제 1사단과 격전을 치르고 있었기 때문에 반격으로 전환할 수 없었다. 사단장은 지체없이 서울특별연대와 제20연대 3대대를 투입하여 양개 연대 사이에 형성된 간격을 메우고 반격을 계속할 태세를 보완해 나갔다.

### 혼란속의 한강도하
뜻밖에도 거의 손실이 없는 가운데 반격작전을 성공적으로 수행한 제1사단 전술지휘소에서는 주저항선의 회복도 실현될 수 있을 것으로 낙관하게 되었다. 그러나 이날 정오쯤 서울이 함락되었다는 불확실한 첩보가 입수되었고, 14:00경에는 녹번리에 북한군 전차가 나타나 도로를 차단하고 있다는 사실이 확인되었다.
제1사단장은 전날 육군본부 작전지도반장이 한강도하 철수를 권고한 사실과 서울의 전황을 상기하고 한강을 도하할 수밖에 다른 방법이 없음을 직시하여 행주 및 이산포 나루터를 도하지점으로 선정하고 철수명령을 하달하였다.

## 결과 및 영향
북한군 군단들은 6월 25일에 개성으로부터 그 남단에 있는 영정리(포)로 철수한 한순화 소령이 이끄는 제12연대 2대대를 뒤따라 온 것으로 보이는 북한군 제6사단 예하의 부대로 추단되었는데, 이들은 한순화 소령이 이끄는 대대가 강화도를 거쳐 김포반도 서단에 있는 통진으로 철수한 다음 다시 6월 27일에 김포-오류동 지역으로 나오게 되자 그 뒤를 이어 김포 지역을 침공한 것으로 보였다.
그리하여 6월 28일 전에 행주와 개화동 일대의 개활지를 내려다 볼 수 있는 개화산과 이산포 서북쪽 7km의 김포반도 대안 변에 있는 봉성산(129고지)등을 점령하여 한강 하류 지역을 통제하는 한편 신전동에 있는 138고지를 장악하여 김포가도 주변지대에 선거하게 된 것이었다.
따라서 행주나루로 도하한 부대 중에서 여러 부대가 혼성이 되어 질서를 찾지 못한 부대나 지휘자가 없는 오합지중은 이러한 북한군의 불시사격에 직면하자 강변에 있는 갈대밭에 뛰어들어 끝내 각개행동으로 분산되기도 하였다.